# Phormingochilus fuchsi
Phormingochilus fuchsi é uma espécie de aranha pertencente à família Theraphosidae (tarântulas).